# Богатиня
Богатиня (пол. Bogatynia, нім. Reichenau) — місто в південно-західній Польщі.
Належить до Згожелецького повіту Нижньосілезького воєводства.

## Демографія
Демографічна структура станом на 31 березня 2011 року:
|          | Загалом | Допрацездатний вік | Працездатний вік | Постпрацездатний вік |
| -------- | ------- | ------------------ | ---------------- | -------------------- |
| Чоловіки | 9164    | 1772               | 6710             | 682                  |
| Жінки    | 9730    | 1729               | 6084             | 1917                 |
| Разом    | 18894   | 3501               | 12794            | 2599                 |